# 大萱 (大津市)
大萱（おおがや）は、滋賀県大津市にある地名。現行行政地名は大萱一丁目から大萱七丁目。

## 地理
大津市の南東部に位置し、南東に一里山、南西に大江、東に月輪、北東に大将軍、北に草津市と接している。

## 歴史
- 1978年（昭和53年）7月1日 - 瀬田大江町及び瀬田南大萱町の各一部を分離し、大萱一丁目から大萱七丁目を新設設置[1]。

### 町名の変遷
| 実施後     | 実施年月日               | 実施前（各町名ともその一部）       |
| ---------- | ------------------------ | ---------------------------------- |
| 大萱一丁目 | 1978年（昭和53年）7月1日 | 瀬田大江町及び瀬田南大萱町の各一部 |
| 大萱二丁目 | 1978年（昭和53年）7月1日 | 瀬田大江町及び瀬田南大萱町の各一部 |
| 大萱三丁目 | 1978年（昭和53年）7月1日 | 瀬田大江町及び瀬田南大萱町の各一部 |
| 大萱四丁目 | 1978年（昭和53年）7月1日 | 瀬田大江町及び瀬田南大萱町の各一部 |
| 大萱五丁目 | 1978年（昭和53年）7月1日 | 瀬田南大萱町の一部                 |
| 大萱六丁目 | 1978年（昭和53年）7月1日 | 瀬田南大萱町の一部                 |
| 大萱七丁目 | 1978年（昭和53年）7月1日 | 瀬田南大萱町の一部                 |

## 世帯数と人口
2019年（平成31年）4月1日現在の世帯数と人口は以下の通りである。
| 丁目       | 世帯数    | 人口     |
| ---------- | --------- | -------- |
| 大萱一丁目 | 1,110世帯 | 1,939人  |
| 大萱二丁目 | 844世帯   | 1,841人  |
| 大萱三丁目 | 588世帯   | 1,264人  |
| 大萱四丁目 | 596世帯   | 1,430人  |
| 大萱五丁目 | 797世帯   | 2,218人  |
| 大萱六丁目 | 563世帯   | 1,559人  |
| 大萱七丁目 | 768世帯   | 1,921人  |
| 計         | 5,266世帯 | 12,172人 |

### 人口の変遷
国勢調査による人口の推移。
| 1995年（平成7年）  | 7,769人  | [ 6 ]  |  |
| 2000年（平成12年） | 8,749人  | [ 7 ]  |  |
| 2005年（平成17年） | 8,749人  | [ 8 ]  |  |
| 2010年（平成22年） | 11,335人 | [ 9 ]  |  |
| 2015年（平成27年） | 12,292人 | [ 10 ] |  |

### 世帯数の変遷
国勢調査による世帯数の推移。
| 1995年（平成7年）  | 2,870世帯 | [ 6 ]  |  |
| 2000年（平成12年） | 3,429世帯 | [ 7 ]  |  |
| 2005年（平成17年） | 3,429世帯 | [ 8 ]  |  |
| 2010年（平成22年） | 4,862世帯 | [ 9 ]  |  |
| 2015年（平成27年） | 5,264世帯 | [ 10 ] |  |

## 学区
市立小・中学校に通う場合、学区は以下の通りとなる。
| 丁目       | 番・番地等 | 小学校               | 中学校               |
| ---------- | ---------- | -------------------- | -------------------- |
| 大萱一丁目 | 全域       | 大津市立瀬田北小学校 | 大津市立瀬田北中学校 |
| 大萱二丁目 | 全域       | 大津市立瀬田北小学校 | 大津市立瀬田北中学校 |
| 大萱三丁目 | 全域       | 大津市立瀬田北小学校 | 大津市立瀬田北中学校 |
| 大萱四丁目 | 全域       | 大津市立瀬田北小学校 | 大津市立瀬田北中学校 |
| 大萱五丁目 | 全域       | 大津市立瀬田北小学校 | 大津市立瀬田北中学校 |
| 大萱六丁目 | 全域       | 大津市立瀬田北小学校 | 大津市立瀬田北中学校 |
| 大萱七丁目 | 全域       | 大津市立瀬田北小学校 | 大津市立瀬田北中学校 |

## 交通

### 鉄道
- 西日本旅客鉄道
 東海道本線（琵琶湖線） 瀬田駅

### 道路
- 国道1号
- 滋賀県道26号大津守山近江八幡線
- 滋賀県道559号近江八幡大津線

## 施設
- 国土交通省 近畿地方整備局 大戸川ダム工事事務所
- 大津警察署 瀬田駅前交番
- 関西みらい銀行 瀬田駅前支店
- 滋賀銀行 瀬田駅前支店
- 琵琶湖養育院病院
- 華頂看護専門学校

## その他

### 日本郵便
- 郵便番号 : 520-2144[4]（集配局：大津中央郵便局[12]）。